# 3 juillet 1912
Le mercredi 3 juillet 1912 est le 185e jour de l'année 1912.

## Naissances
- Émile Diot (mort le 10 juin 1940), coureur cycliste français
- Folco Lulli (mort le 23 mai 1970), acteur et un partisan italien
- Elizabeth Taylor (morte le 19 novembre 1975), romancère britannique
- Kaare Wahlberg (mort le 29 février 1988), sauteur à ski norvégien
- Kimiko Hiroshige (morte le 7 septembre 1989), actrice américaine
- Enrico Videsott (mort le 9 décembre 1999), prêtre catholique italien

## Décès
- Claire de Charnacé (née le 10 août 1830), écrivain et journaliste française
- Carl Christian Anton Christensen (né le 28 novembre 1831), peintre danois naturalisé américain
- Robert Hoke (né le 27 mai 1837), général confédéré
- Harriet Quimby (née le 11 mai 1875), pionnière de l'aviation, journaliste et scénariste américaine

## Autres événements
- Sortie américaine du film His Némésis
- Fin de la Convention radiotélégraphique internationale à propos de télégraphie sans fil